# Čechovice (Prostějov)
Čechovice je část okresního města Prostějov. Nachází se na západě Prostějova. V roce 2009 zde bylo evidováno 583 adres. V roce 2001 zde trvale žilo 1050 obyvatel.
Čechovice leží v katastrálním území Čechovice u Prostějova o rozloze 2,31 km2 a Čechovice-Záhoří o rozloze 1,17 km2.. V katastrálním území Čechovice u Prostějova leží i Krasice.

## Název
Na vesnici bylo přeneseno jméno jejích obyvatel (výchozí tvar Čechovici), které bylo odvozeno od osobního jména Čech (to buď označovalo obyvatele české země nebo to byla domácká podoba některého jména začínajícího na Če- (např. Čěslav, Čěmysl, Čěrad)). Význam místního jména byl "Čechovi lidé".

## Dějiny
První zmínka o Čechovicích pochází z roku 1325. Od názvu obce, mohl odvozovat své jméno šlechtický rod Čechovských. Obec mnohokrát měnila majitele. Mezi léty 1516–1848 patřila k plumlovskému panství. Obec byla velmi silně poničena v době třicetileté války. V roce 1912 byla postavena obecná škola. V době první světové války narukovalo z Čechovic okolo 300 mužů, z nichž 32 padlo a mnoho bylo zraněno. 40 jich padlo do zajetí a z tohoto počtu pak 13 bojovalo v Čs. legiích. Obec Čechovice se rychle rozvíjela v době první republiky. V této době pracovala většina lidí v zemědělství, kromě toho mnoho lidí šilo pro prostějovské textilní továrny. Za druhé světové války byla do Čechovic přesídlena část lidí ze zrušených obcí na Vyškovsku. V roce 1944 tak počet obyvatel dosáhl nejvyššího počtu v historii obce – 1278. 9. května obcí prošli osvoboditelé – nejprve rumunské a po nich sovětské jednotky. V poválečných volbách zvítězila KSČ, následovaná ČSL, ČSSD a ČSNS. Po komunistickém převratu se místní zemědělci bránili kolektivizaci, JZD tak bylo založeno až v roce 1957. V roce 1960 byly Čechovice sjednoceny s Domamyslicemi a společná obec nesla název Čechovice-Domamyslice. 1976 byla tato obec připojena k Prostějovu.

## Obyvatelstvo

### Struktura
Vývoj počtu obyvatel za celou obec i za jeho jednotlivé části uvádí tabulka níže, ve které se zobrazuje i příslušnost jednotlivých částí k obci či následné odtržení.
| Místní části   | Místní části   | 1869 | 1880 | 1890 | 1900 | 1910 | 1921 | 1930 | 1950 | 1961 | 1970 | 1980 | 1991 | 2001 | 2011 |
| -------------- | -------------- | ---- | ---- | ---- | ---- | ---- | ---- | ---- | ---- | ---- | ---- | ---- | ---- | ---- | ---- |
| Počet obyvatel | část Čechovice | 1164 | 1396 | 1410 | 1522 | 1970 | 1990 | 2134 | 2146 | 2208 | 1940 | 1858 | 2052 | 2100 | 2979 |
| Počet domů     | část Čechovice | 170  | 206  | 220  | 256  | 344  | 360  | 408  | 556  | 560  | 576  | 604  | 766  | 780  | 971  |

## Památky
- Kaple sv. Anny
- Krucifix – na rohu ulic 5. května a Čechovická
- Boží muka – jižně od Čechovic u polní cesty

## Rodáci
- Alfons Jindra (1908–1978), hudební skladatel
- Rajmund Hanák generál za 1 světové války

## Sport
V Čechovicích působí fotbalový klub TJ Sokol Čechovice.

## Fotogalerie

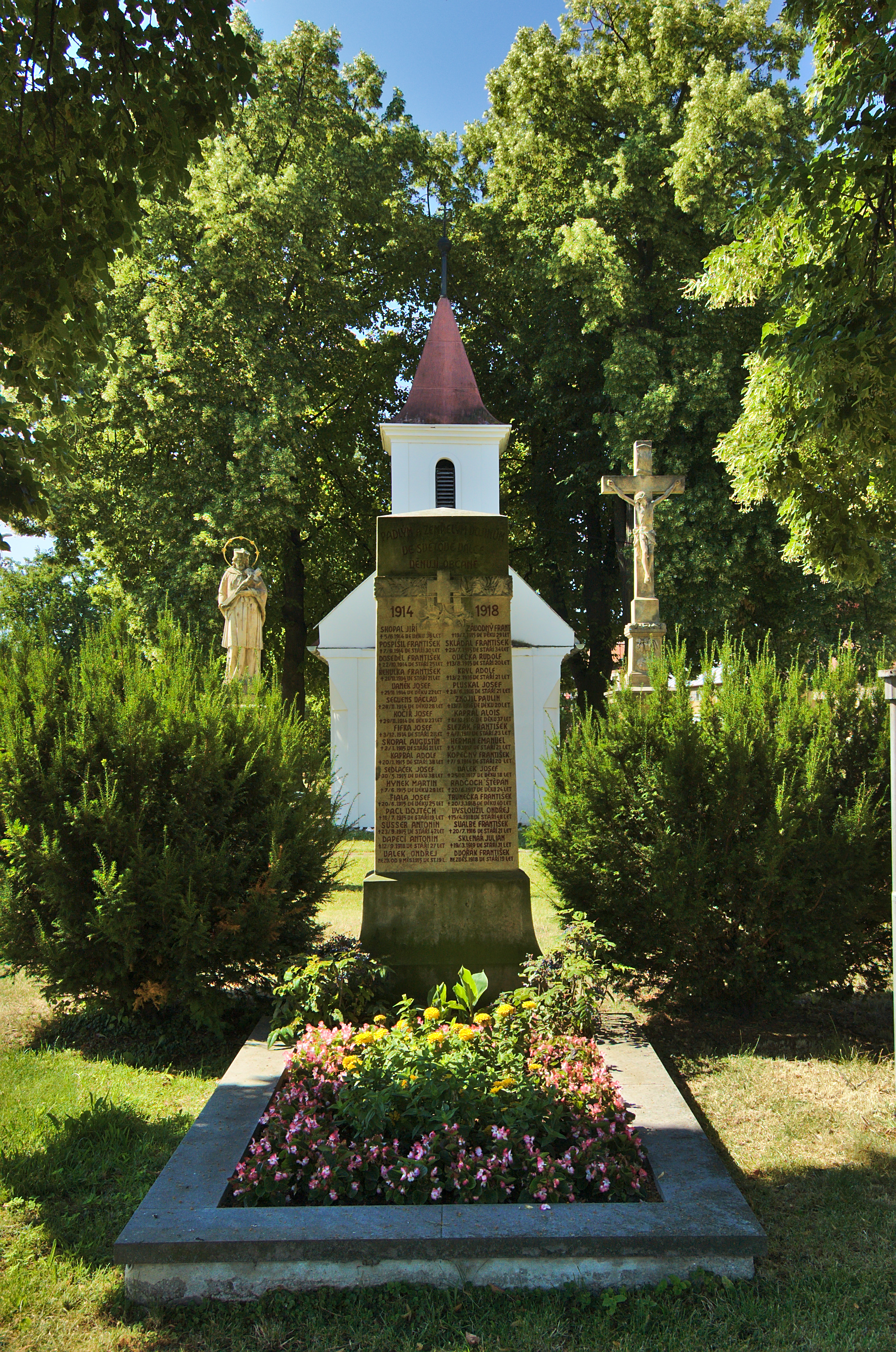
Pomník obětem 1. světové války před kaplí svaté Anny
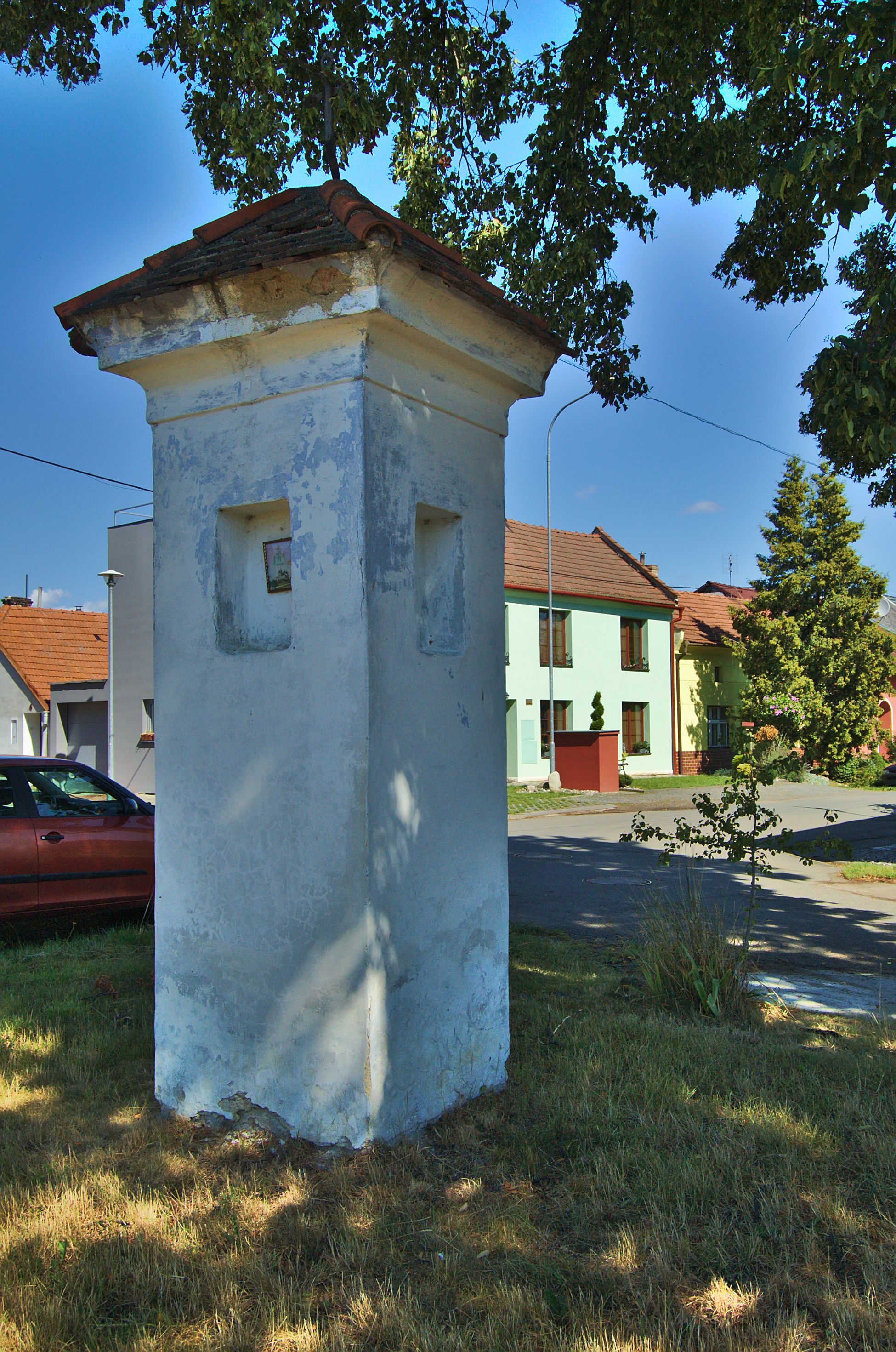
Boží muka - křížení ulic Čechovická, Ovesná a Esperantská
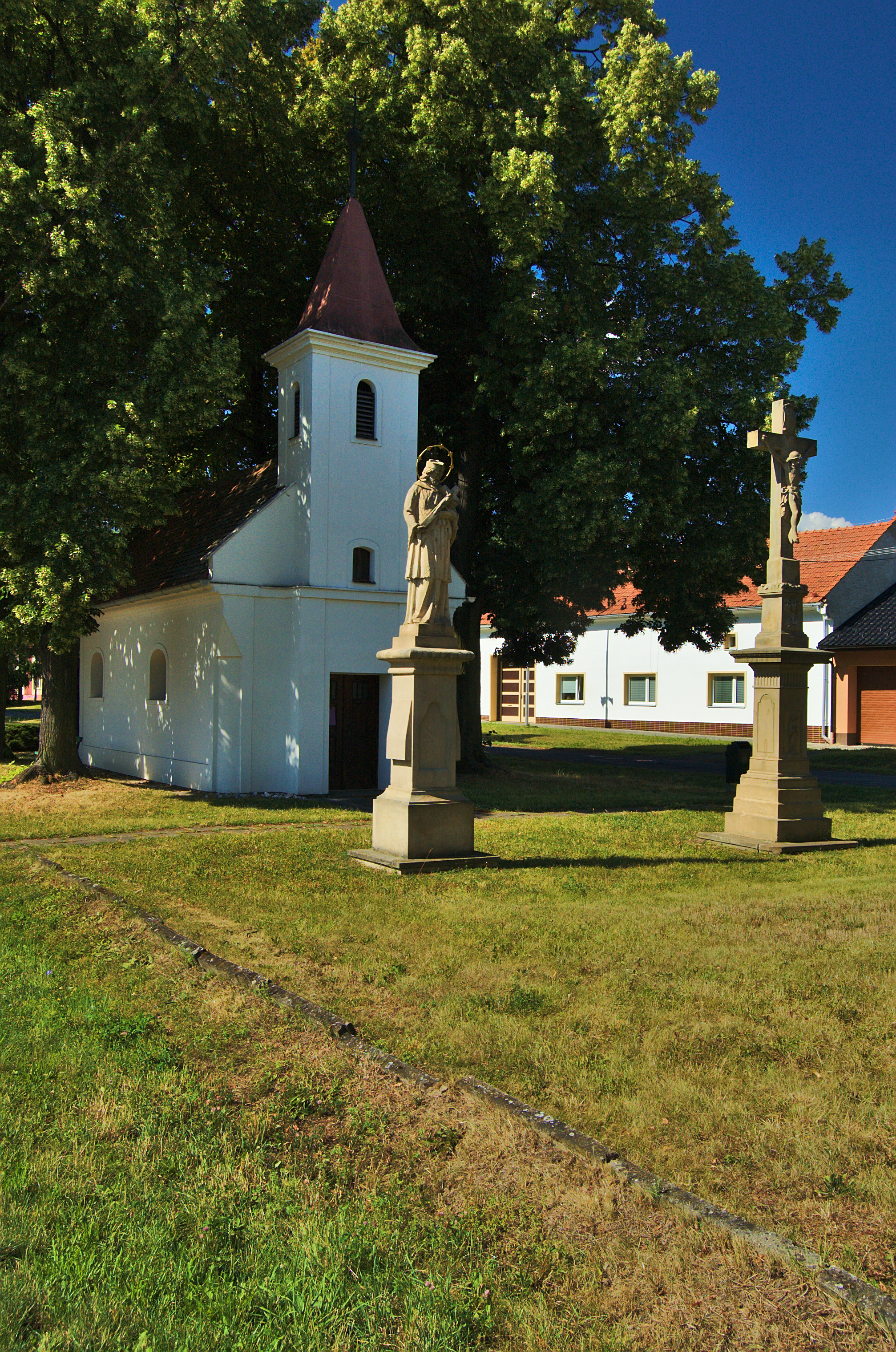
Kaple sv. Anny
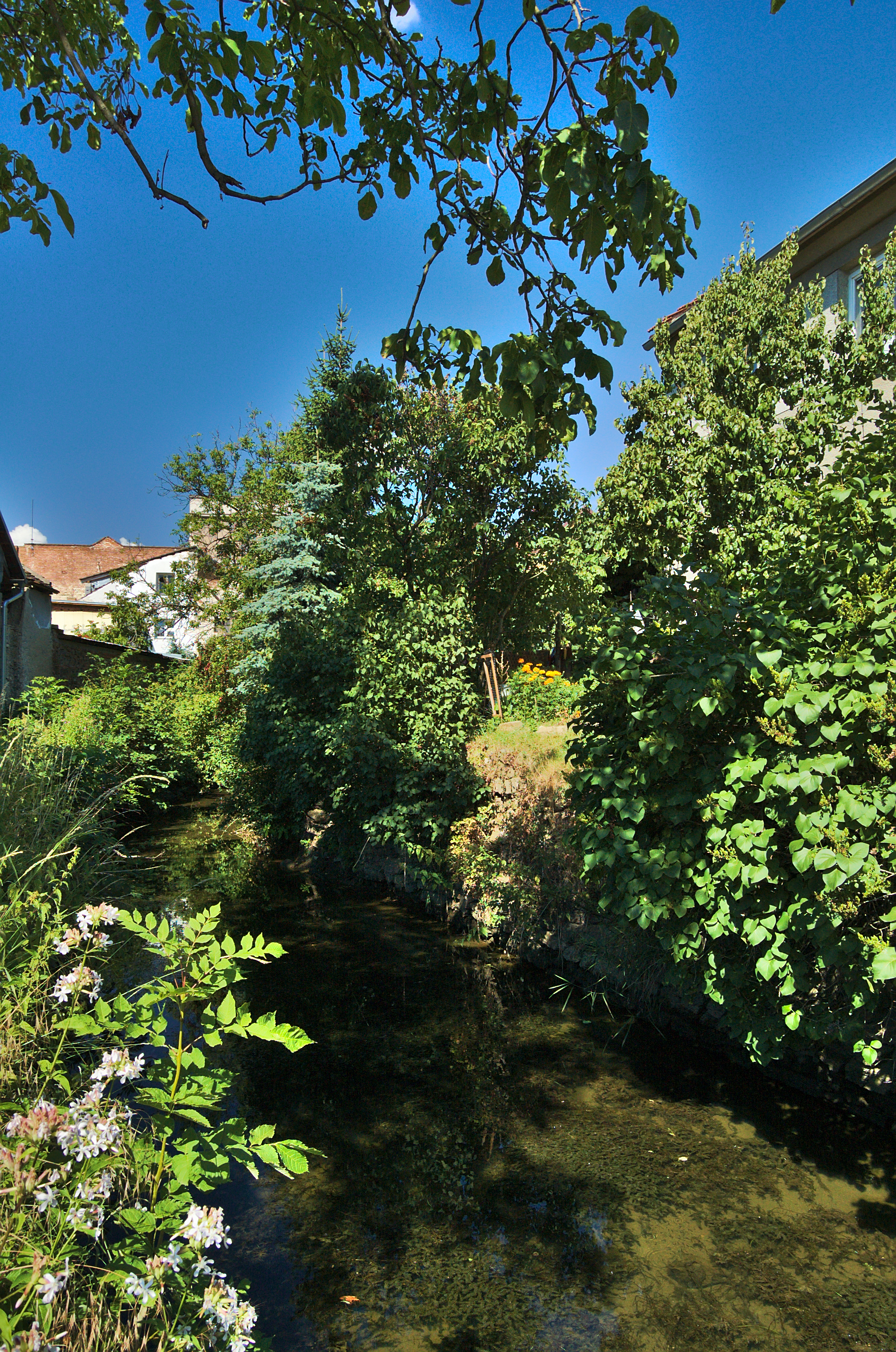
Čechovický náhon v Čechovicích